# Paleobiología de la conservación
La paleobiología de la conservación (o conservación a partir de la paleobiología) es un campo de investigación básica y aplicada de la paleontología, que busca usar el conocimiento del registro geológico a la conservación y restauración de la biodiversidad y los servicios de ecosistema. Fue nombrada como tal en 2002 por el científico norteamericano Karl Flessa, e impulsada por Flessa y Gregory Dietl durante la primera década del siglo XXI. La disciplina utiliza datos paleontológicos y geológicos para desarrollar y probar modelos de cómo las biotas respondieron a cambios en el clima, así como a otros cambios ambientales, tanto naturales como de origen antrópico, y con esa información, mejorar los proyectos de conservación.

## Descripción de la disciplina
La paleobiología de la conservación surge a partir de los estudios de tafonomía actualista. Su principal fortaleza es la disponibilidad de información sobre especies, comunidades y ecosistemas con una profundidad temporal, que supera el alcance de tiempo de la experiencia humana directa. La disciplina tiene dos enfoques: corto plazo y largo plazo.

### Paleobiología de la conservación de corto plazo
El enfoque de corto plazo utiliza el registro fósil reciente (los últimos dos millones de años, aunque normalmente pocos miles de años) para proporcionar un contexto temporal amplio a la dinámica de los ecosistemas actuales. Es, en muchos casos, la única fuente de información en las condiciones anteriores a impactos ambientales humanos.

### Paleobiología de la conservación de largo plazo
El enfoque de largo plazo usa ejemplos de respuestas de especies, comunidades y ecosistemas a cambios medioambientales en marcos de tiempo más largos (es decir, millones de años) y con antigüedades mayores al anterior, de modo que se trata de ecosistemas que no existen en la actualidad. Este enfoque utiliza el registro geológico como un archivo experimentos naturales, tanto ecológicos como evolutivos. Esta aproximación proporciona ejemplos para inferir los escenarios posibles en relación con fenómenos actuales, tales como el calentamiento global, la introducción de especies invasoras y la disminución en la eutrofización cultural.